# Aphricus
Aphricus là một chi bọ cánh cứng trong họ 
Elateridae.
Chi này được miêu tả khoa học năm 1853 bởi LeConte.

## Các loài
Các loài trong chi này gồm:
- Aphricus californicus LeConte, 1853
- Aphricus chilensis Fleutiaux, 1940
- Aphricus knowltoni Knull, 1957
- Aphricus lanei Knull, 1956
- Aphricus luteipennis Fall, 1907
- Aphricus neomexicanus Knull, 1957
- Aphricus tenuis Fall, 1928
- Aphricus texanus Knull, 1957